# Niinisaari (ö i Södra Savolax, S:t Michel, lat 61,50, long 27,61)
Niinisaari är en ö i Finland. Den ligger i sjön Saimen och i kommunen Sankt Michel i den ekonomiska regionen  S:t Michel och landskapet Södra Savolax, i den södra delen av landet, 200 km nordost om huvudstaden Helsingfors. Öns area är 11,7 hektar och dess största längd är 0,6 kilometer i öst-västlig riktning.